# Axel Ebbe
Axel Ebbé, né le 27 mars 1868 à Hököpinge où il est mort le 28 septembre 1941, est un sculpteur et poète suédois.

## Biographie
Fils d’agriculteurs, élève en peinture de Fredrik Krebs (sv) et de Stephan Sinding en sculpture, membre du Salon des artistes français, il y obtient une mention honorable en 1893. 
Il est le père, de son premier mariage avec la sculptrice Menga Schjelderup, de Thorleif Schjelderup-Ebbe.
Il est inhumé au cimetière de Hököpinge.
L'Axel Ebbes Konsthall (sv) a été nommée en son honneur. 

## Poésies
- 1913 : Rijm å rodevelske, Vellinge
- 1949 : Biblisk historie, Gleerup, Lund

## Galerie

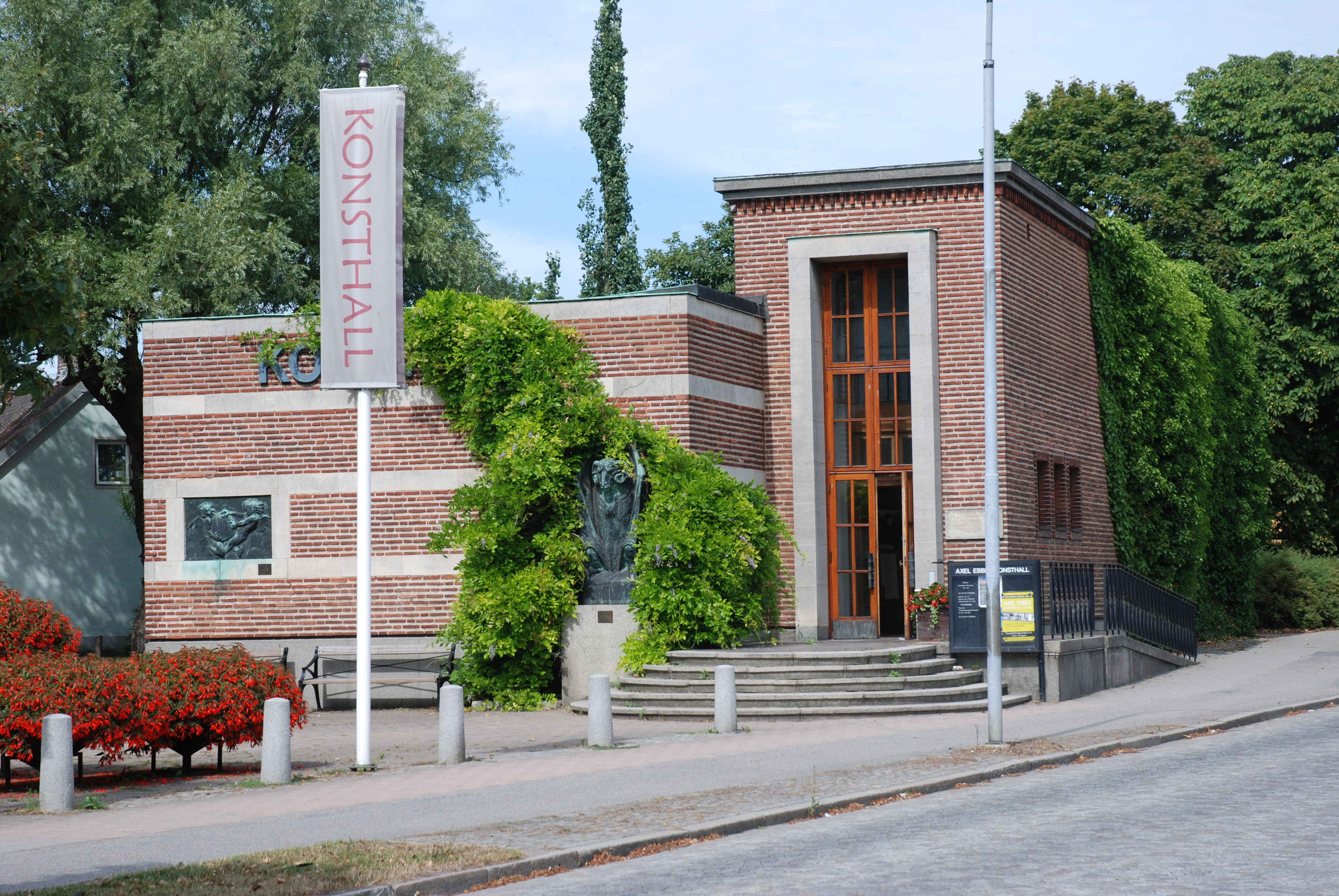
Axel Ebbes, konsthall
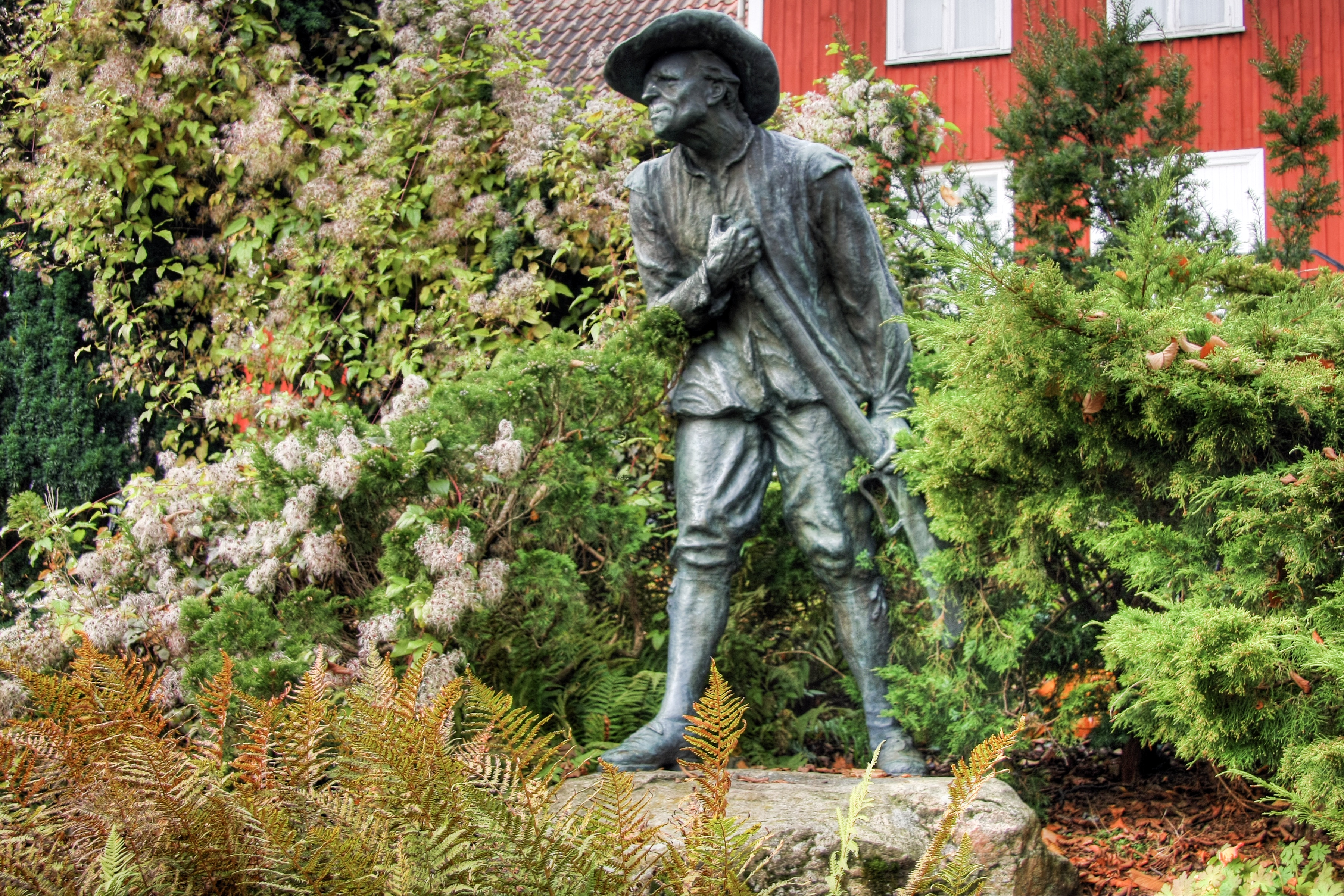
Snapphanen à Hässleholm
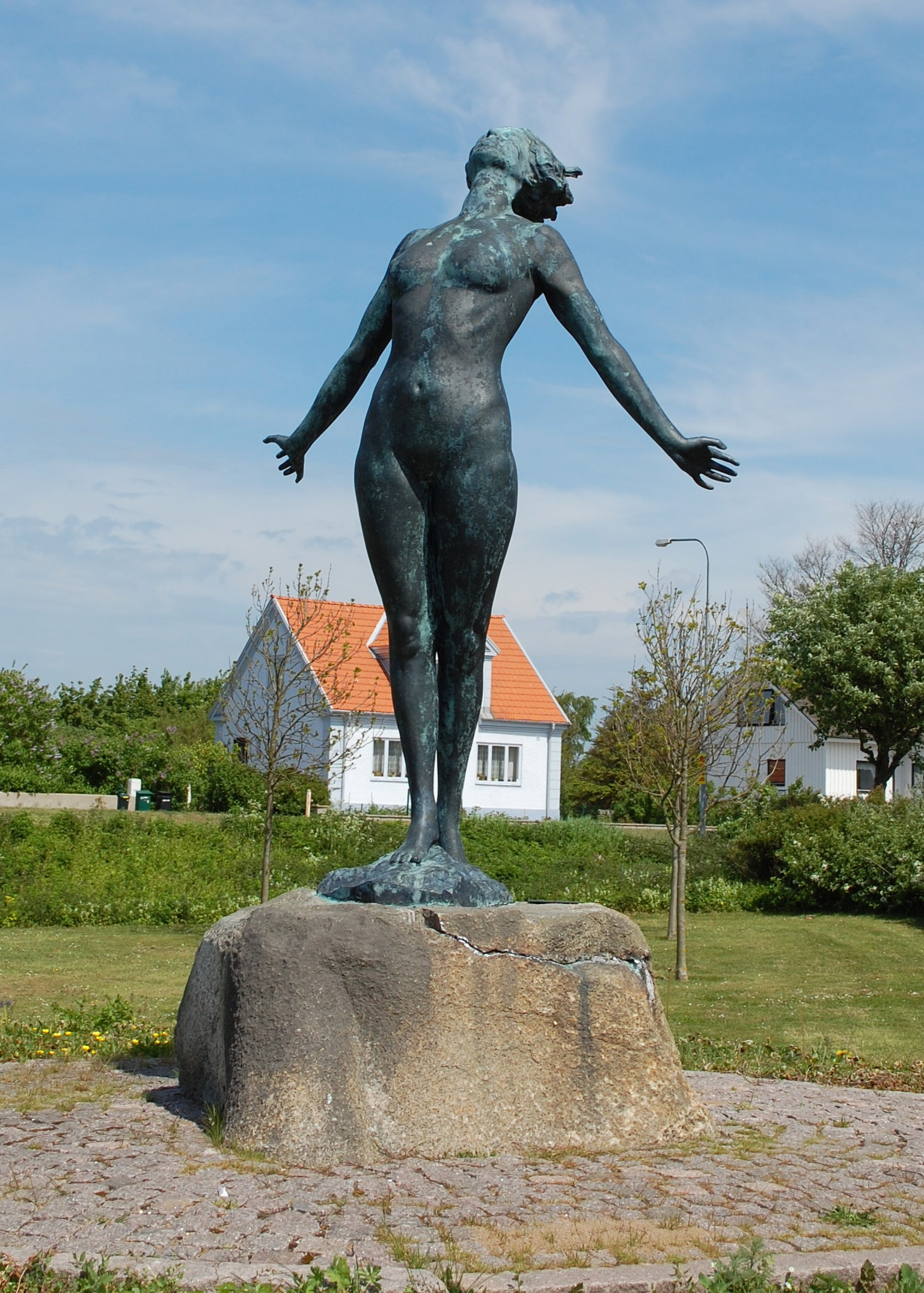
Famntaget à Smygehuk
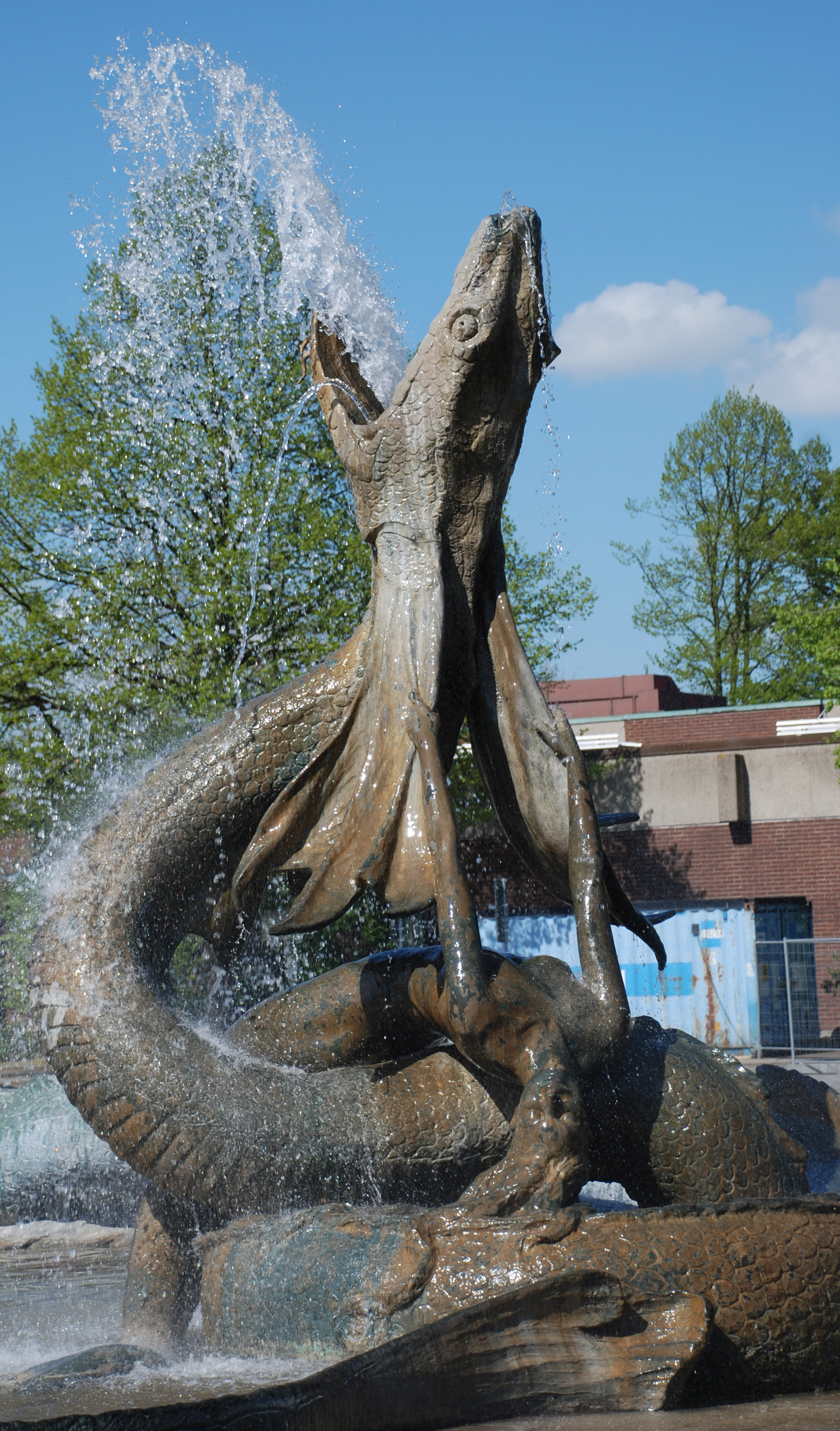
Détail de Sjöormen à Trelleborg
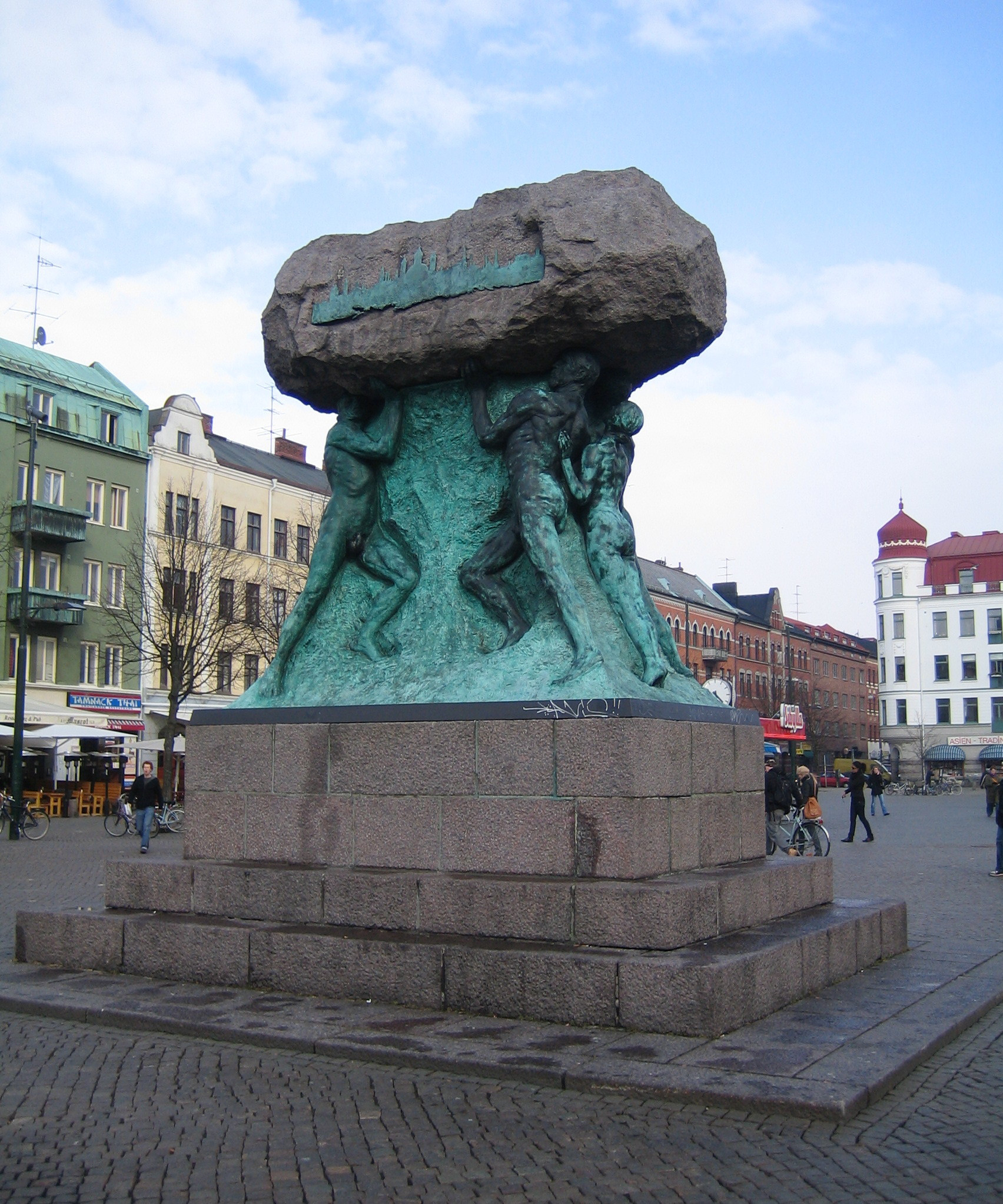
Malmö, Arbetets ära au Möllevångstorget (sv)
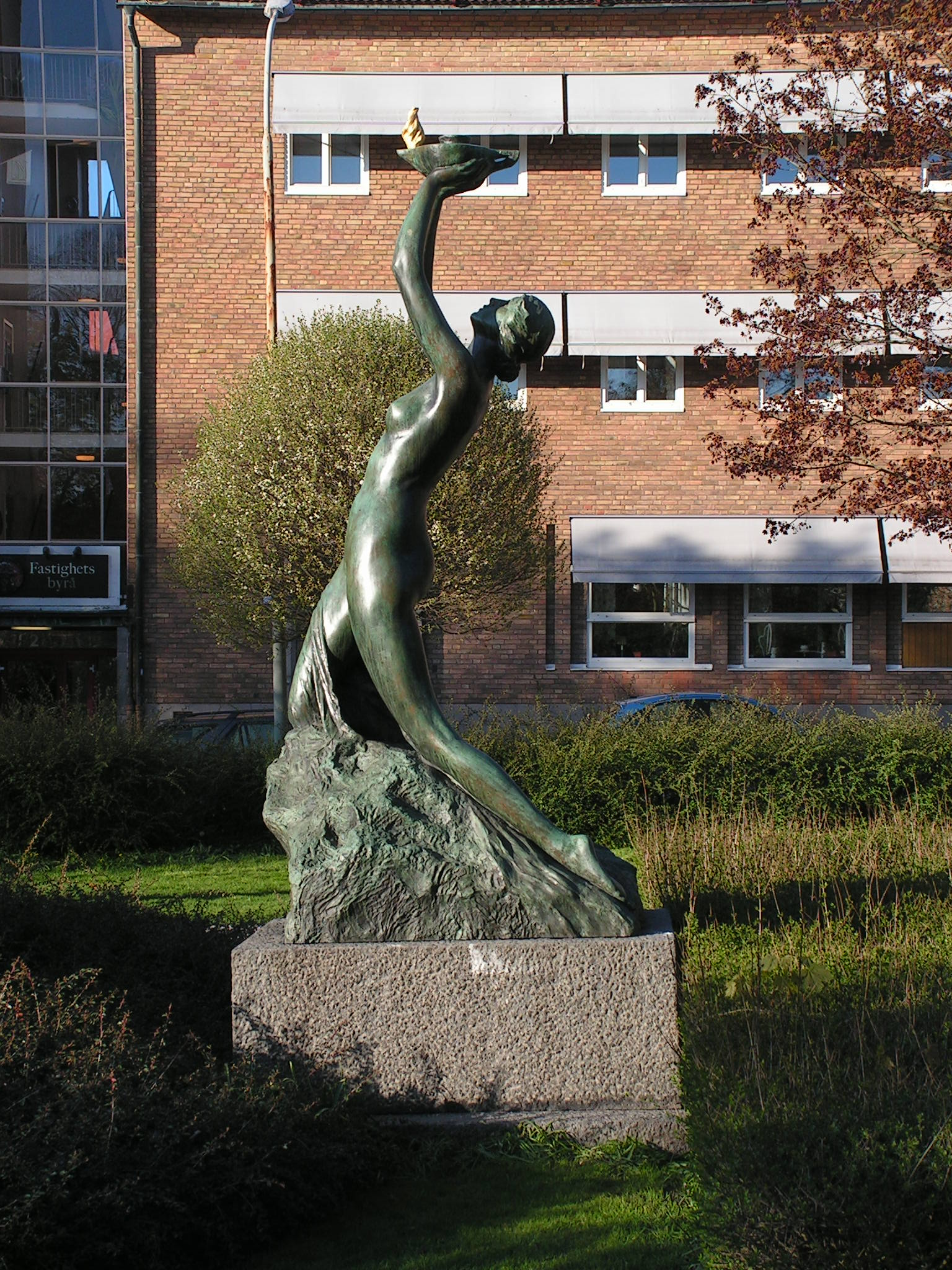
Den heliga lågan à Trollhättan
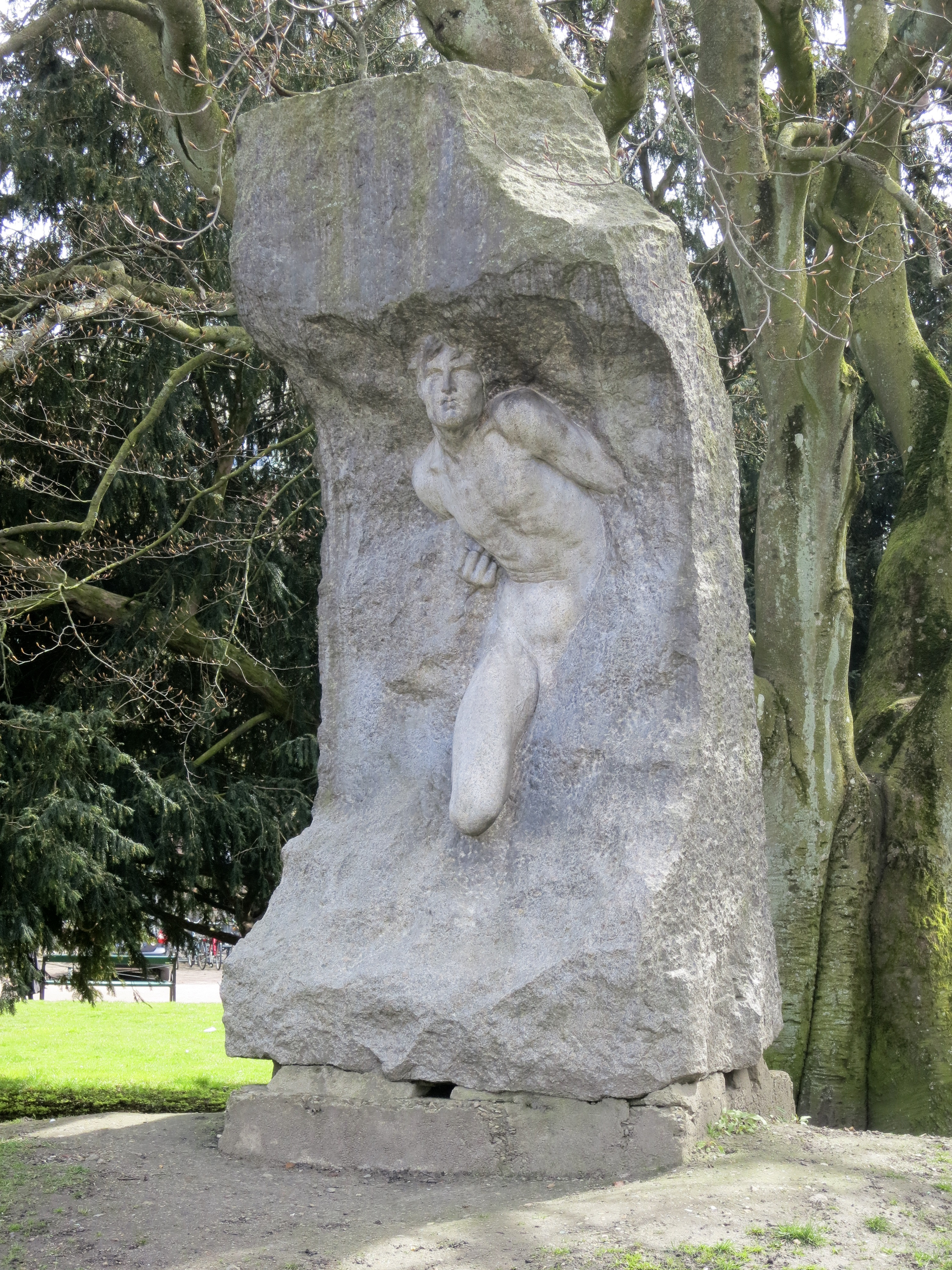
Mannen som bryter sig ut ur klippan (sv) à Lundagård
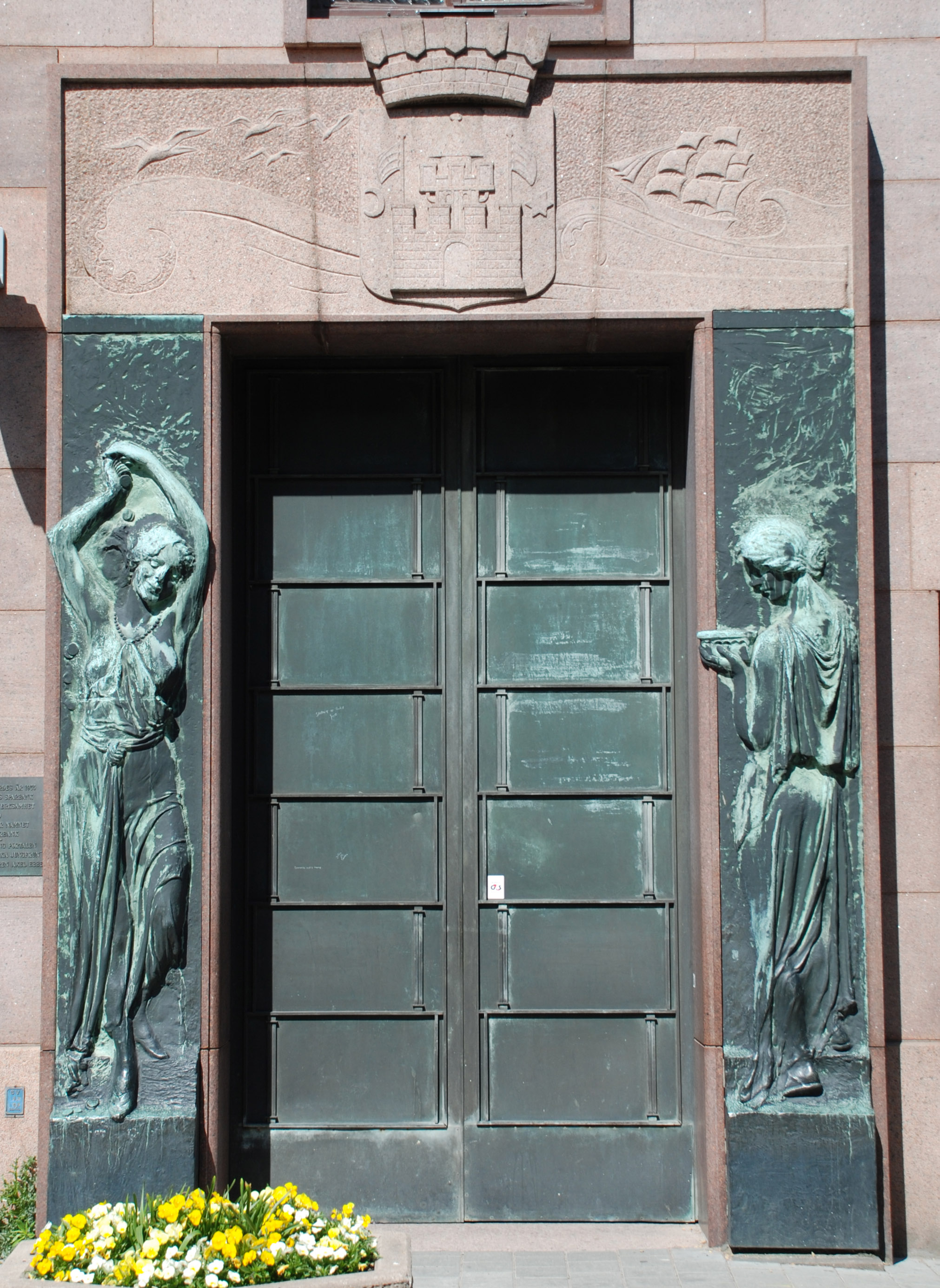
Den visa och den fåvitska jungfrun à Trelleborg
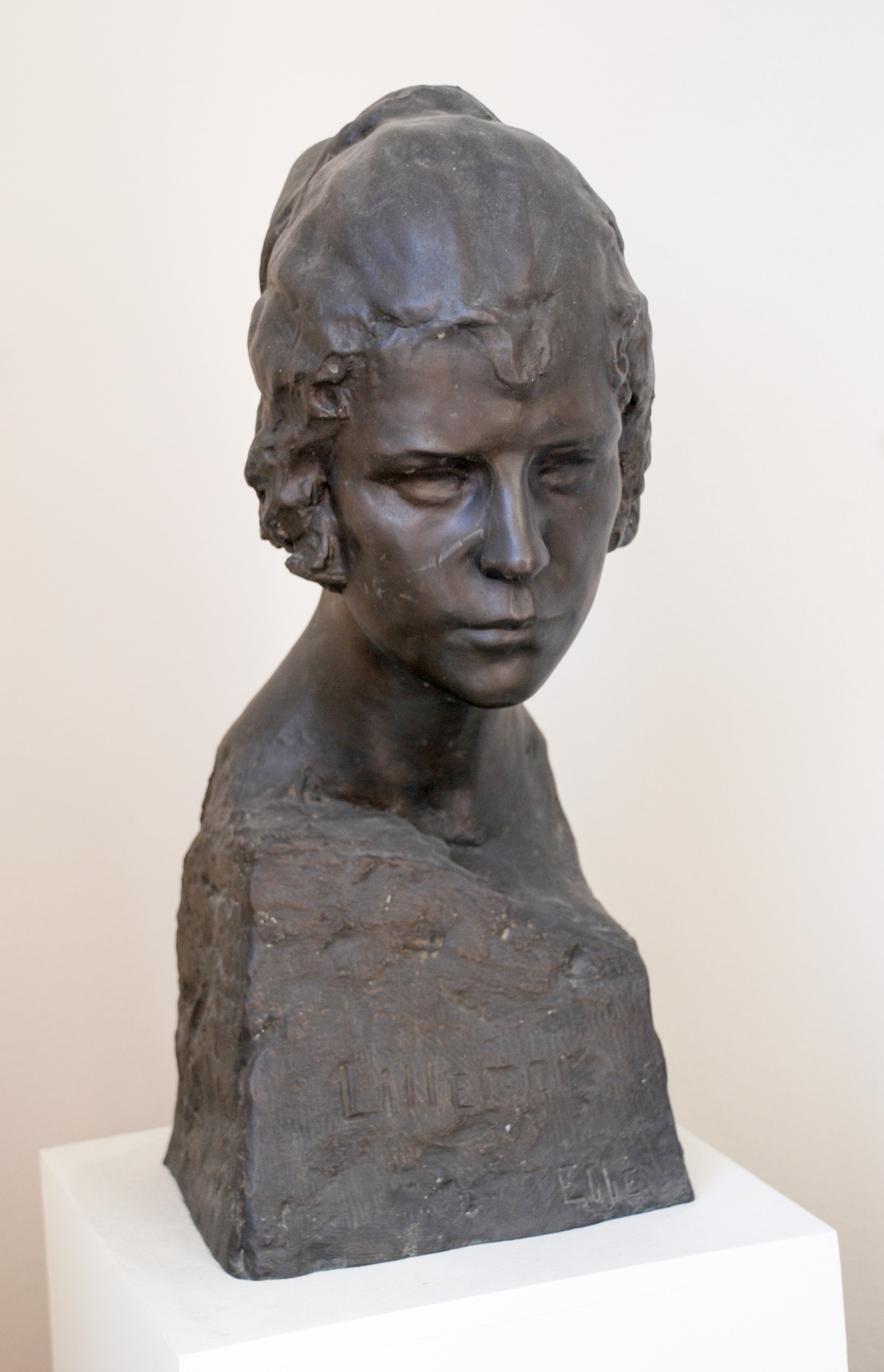
Lillemor, Buste d'Axel Ebbes par Elna Anderson, Axel Ebbes konsthall
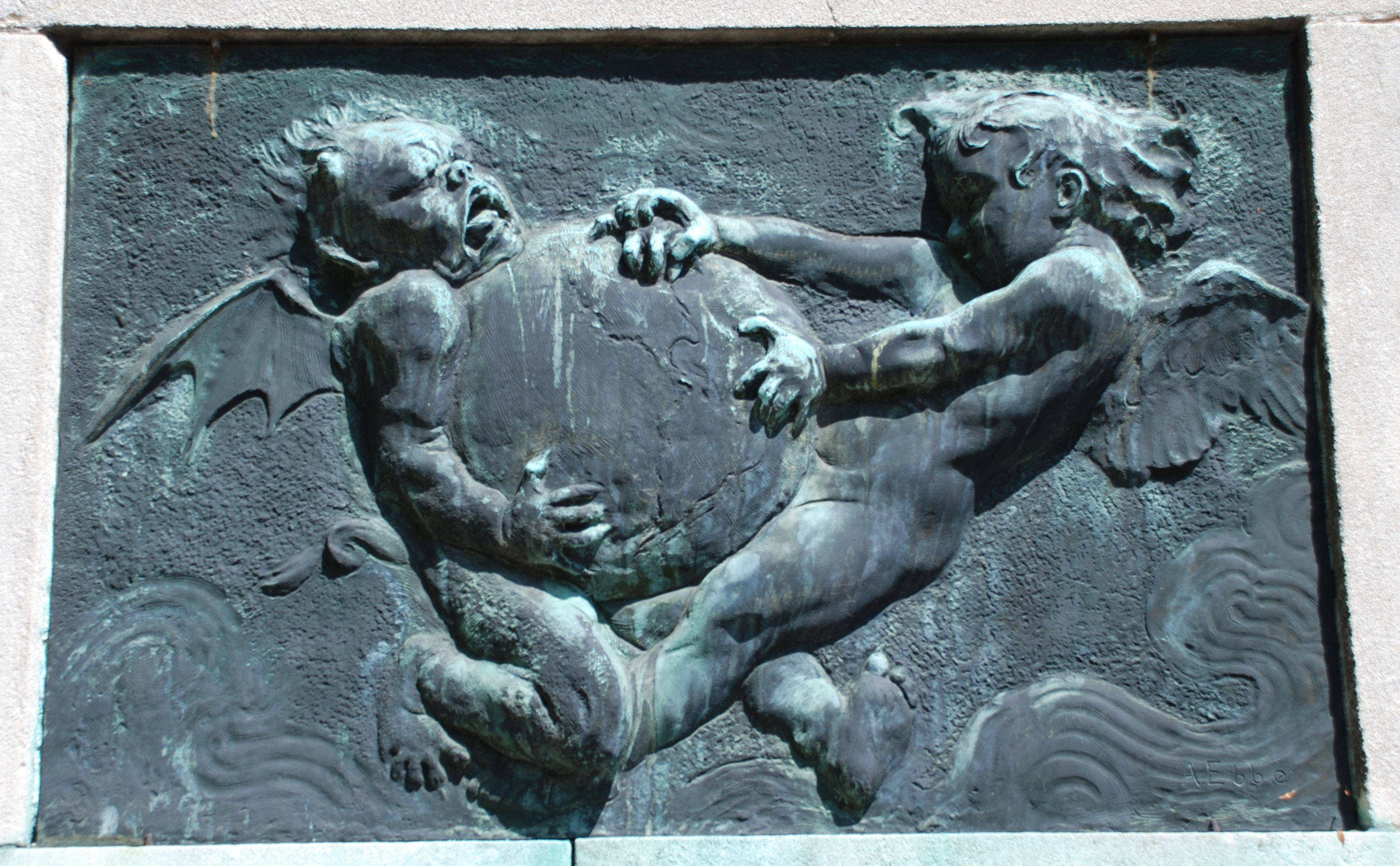
Leksaken, relief au Axel Ebbes konsthall
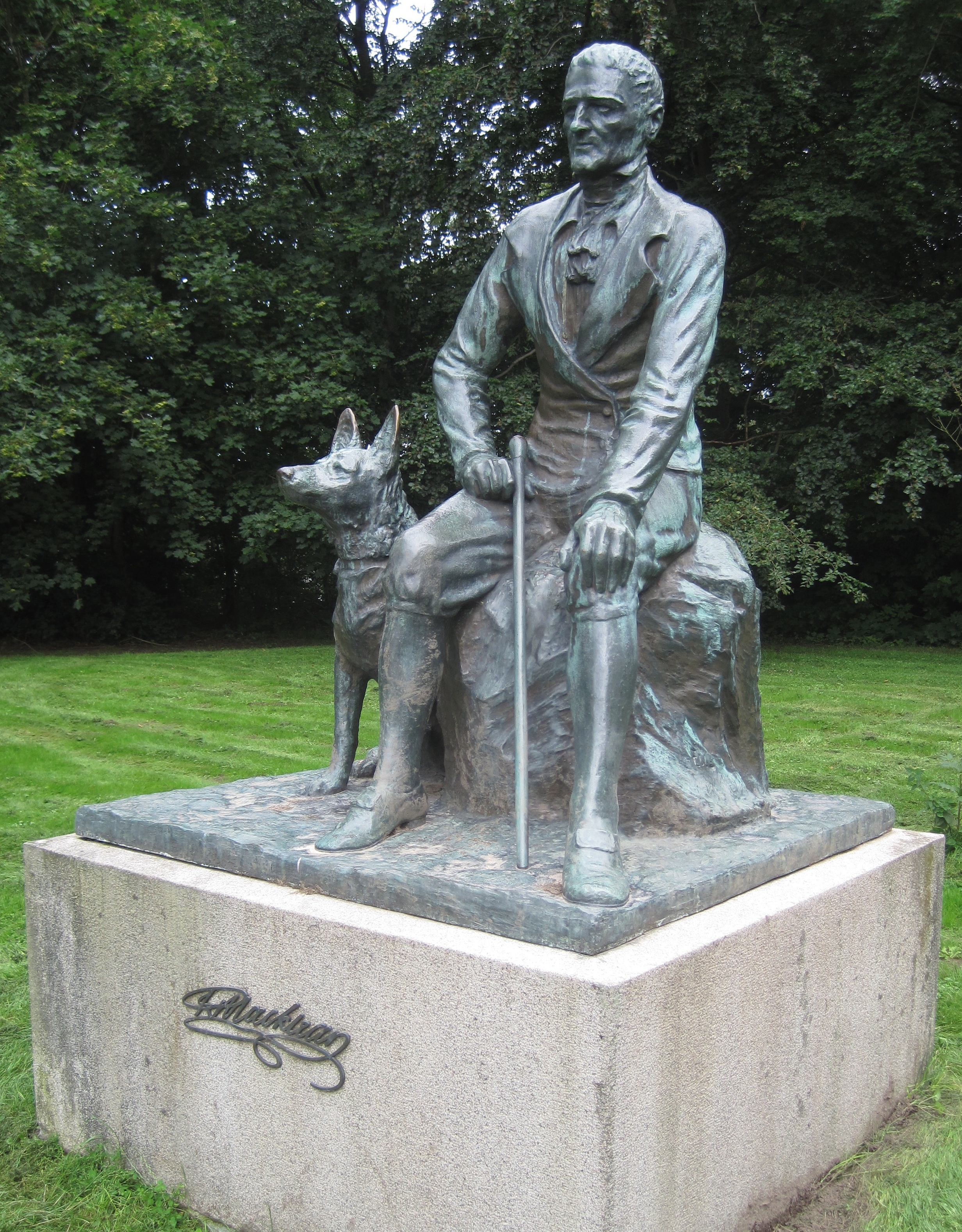
Statue de Rutger Macklean (sv), Château de Svaneholm
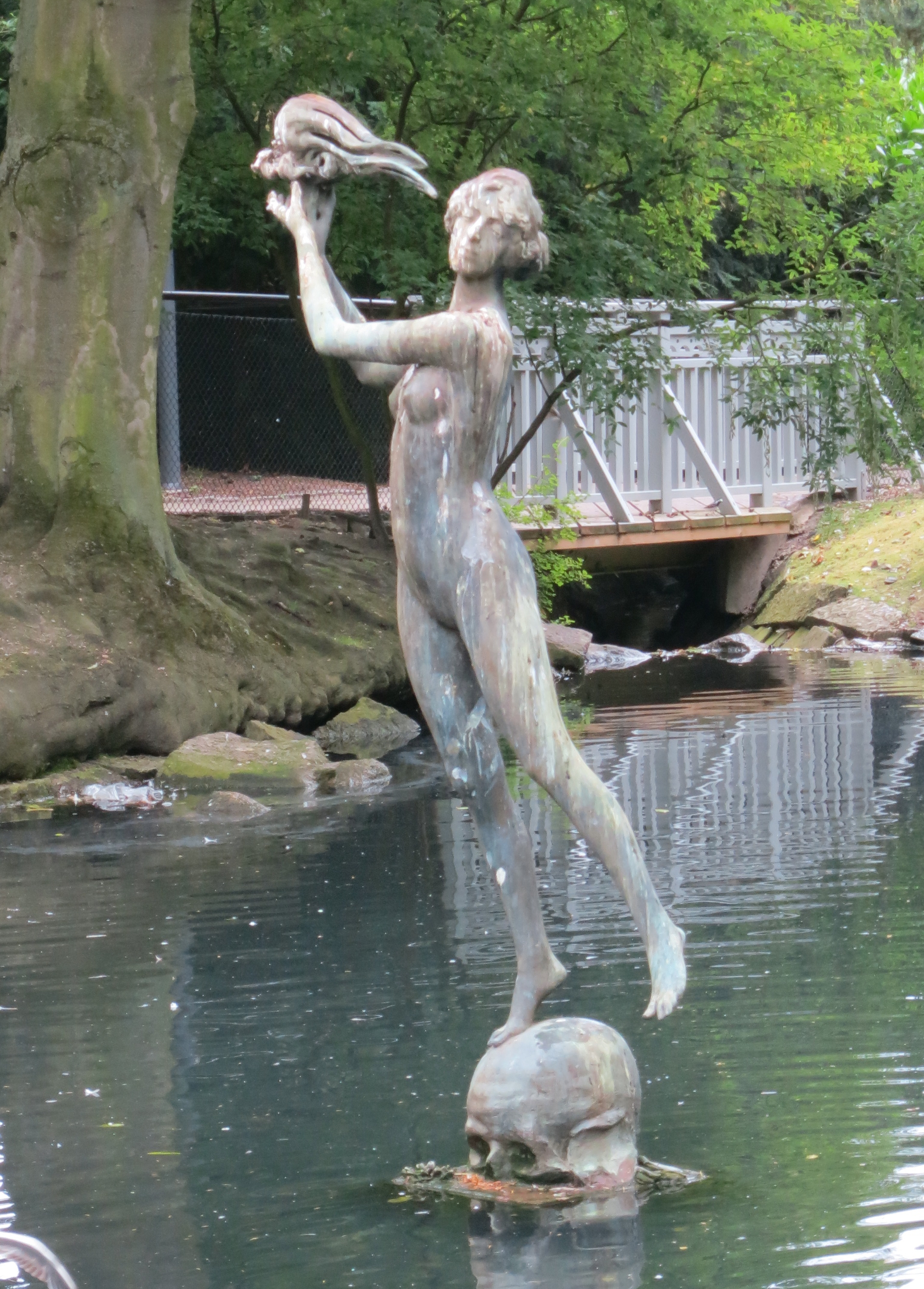
Trelleborg, statue au Stadsparken (sv)
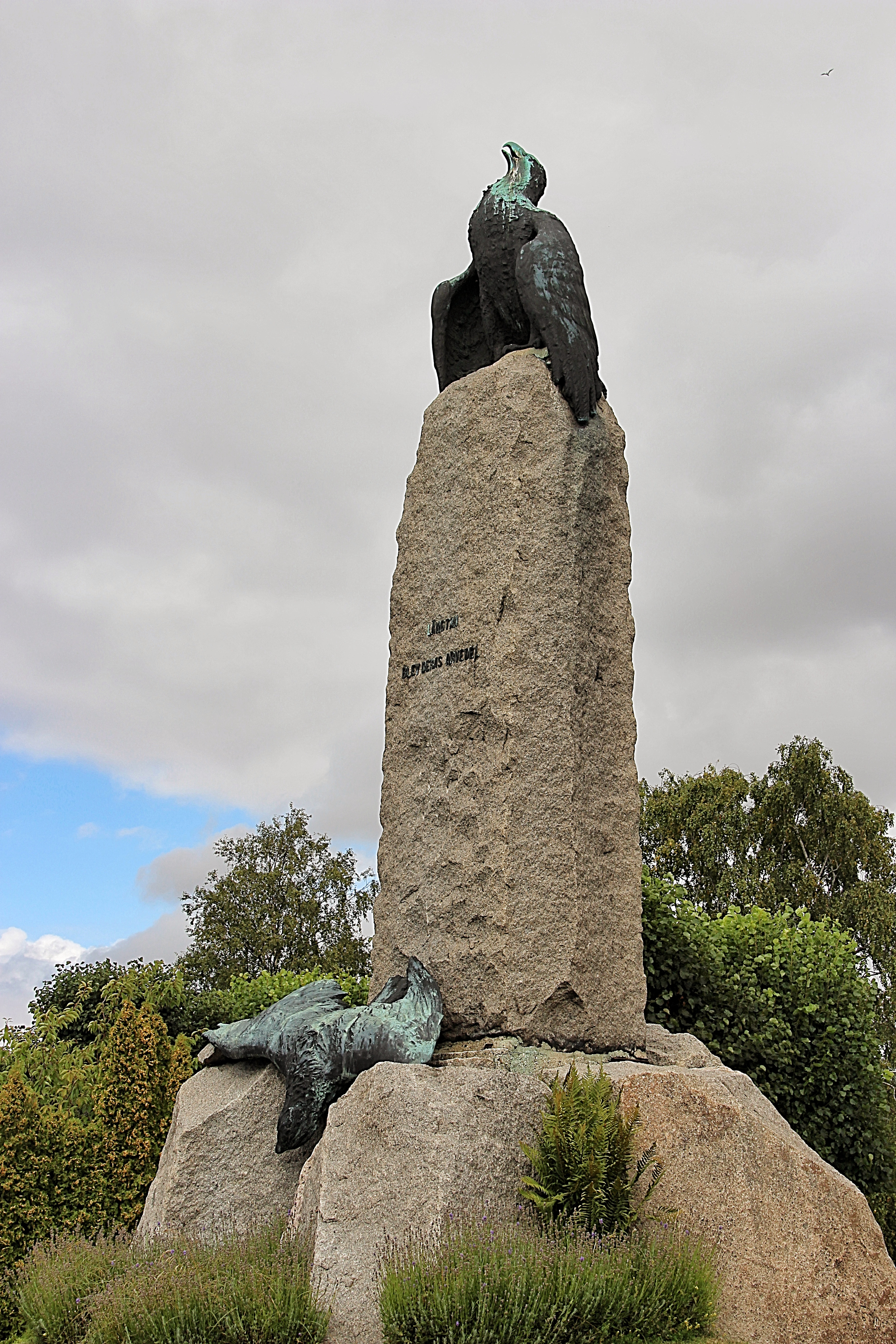
Monument des Invalides du Norra kyrkogården, Trelleborg (sv)
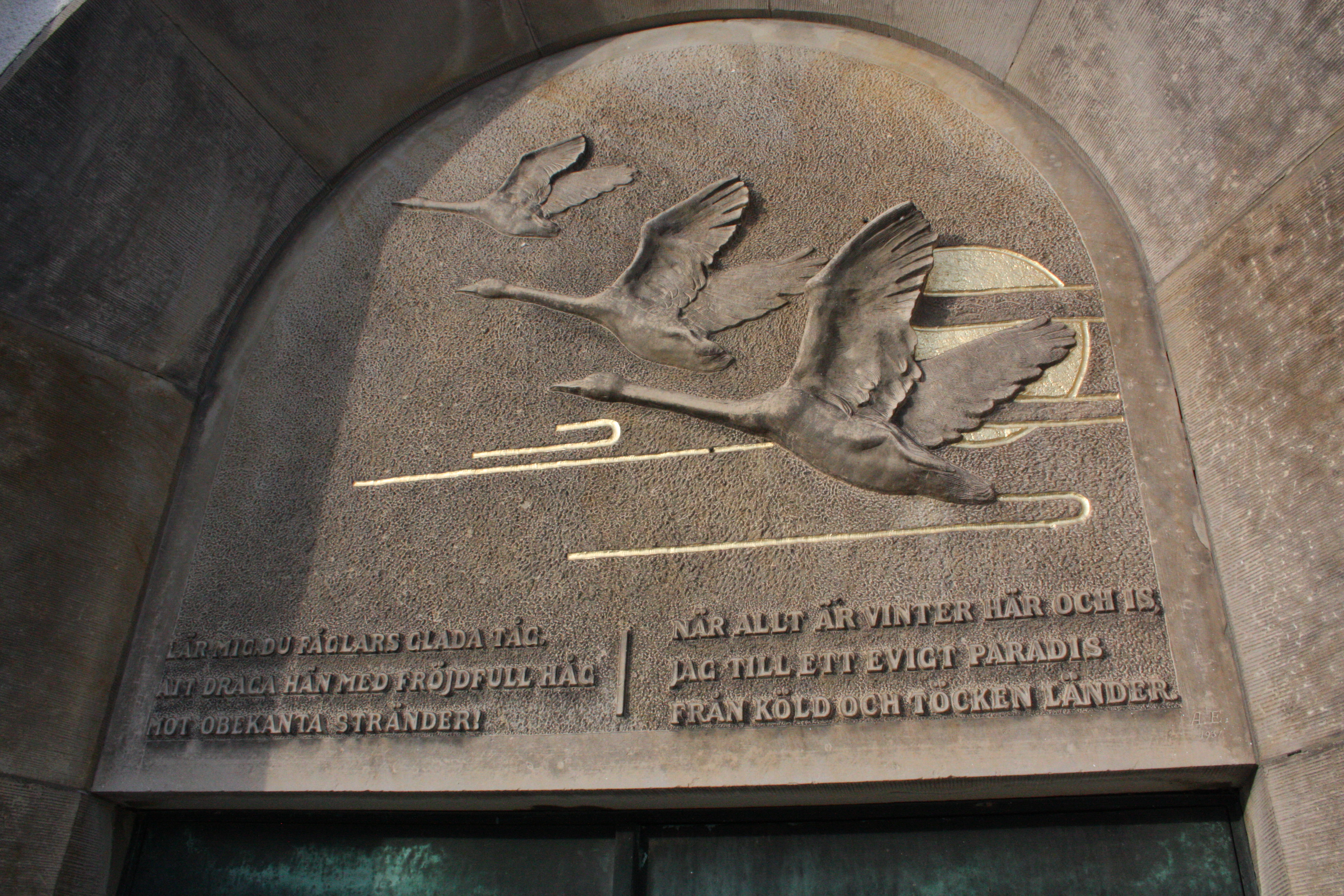
Flygande svanar, Norra kyrkogården, Trelleborg